# No Sanctuary
No Sanctuary é o episódio de estreia da quinta temporada da série de televisão de horror pós-apocalíptico The Walking Dead. Foi dirigido por Greg Nicotero e escrito por Scott M. Gimple. O episódio foi ao ar originalmente na AMC em 12 de outubro de 2014. No episódio, o grupo liderado por Rick Grimes (Andrew Lincoln) luta para descobrir uma maneira de escapar de Terminus, cujos habitantes têm recorrido ao canibalismo para sobreviver. Enquanto isso, Carol Peletier (Melissa McBride) elabora um plano para resgatar o grupo de Rick depois de saber que eles estão sendo mantidos em cativeiro.
Todos os personagens principais da série estão presentes no episódio, com exceção de Beth Greene, vivda pela atriz Emily Kinney. No Sanctuary é marcado pelas mortes de diversos personagens, entre eles Sam (Robin Lord Taylor), Martin (Chris Coy) e Mary (Denise Crosby), sendo até o momento o episódio de estreia da série com o maior número de mortes. Apresenta, ainda, a volta do personagem Morgan Jones, interpretado pelo ator Lennie James, visto pela última vez na terceira temporada da produção. 

## Enredo
Em um flashback, Gareth (Andrew J. West), seu irmão Alex (Tate Ellington), sua mãe Mary (Denise Crosby) e vários moradores de Terminus estão trancados em um vagão de trem depois de serem atacados por visitantes desconhecidos. Alex lamenta ter colocado os sinais que levam a Terminus, enquanto Gareth retruca que eles estavam apenas sendo humanos. Alex, então, pergunta-lhe: "O que estamos sendo agora?" 
No presente, o grupo de Rick Grimes (Andrew Lincoln) compartilha histórias do que aconteceu no caminho para Terminus enquanto fabricam armas improvisadas, planejando emboscar seus captores. Maggie Greene (Lauren Cohan) questiona Daryl Dixon (Norman Reedus) sobre o paradeiro de sua irmã, Beth Greene (Emily Kinney), e Daryl argumenta que ela ainda está viva. Sasha (Sonequa Martin-Green) pergunta sobre Tyreese (Chad Coleman, mas não obtém respostas. O grupo se prepara para atacar os guardas de Terminus, quando percebem que eles se aproximam do contâiner, mas são surpreendidos por um gás lacrimogêneo que é lançado, o que os incapacita. Pode-se ver Rick, Daryl, Glenn Rhee (Steven Yeun) e Bob Stookey (Lawrence Gilliard Jr.) em uma sala de abate para enfrentar uma calha ao lado de vários outros prisioneiros, incluindo Sam (Robin Lord Taylor), um sobrevivente que Rick e Carol encontraram anteriormente. Eles percebem que os moradores de Terminus recorrem ao canibalismo para sobreviver. Os açougueiros executam Sam e os outros prisioneiros, embora a morte de Glenn seja evitada por pouco, quando Gareth mostra-se disposto a discutir as operações rotineiras com os homens, e interroga Rick sobre o saco de armas que ele enterrou na floresta. A medida que os homens se preparam para matar Glenn, tiros ocorrem fora da sala de abate seguido por uma explosão.
Ainda nos trilhos de trem, Carol Peletier (Melissa McBride) e Tyreese estão andando rumo à Terminus, juntamente com o bebê de Rick, Judith Grimes. Os dois fogem de um rebanho de zumbis, escondendo-se na mata, e os zumbis logo são atraídos por tiros vindos de Terminus. Carol e Tyreese questionam se devem ou não buscar respostas, e decidem continuar sua trajetória para Terminus em um trilho no lado leste. Os dois encontram Martin (Chris Coy), um morador de Terminus vivendo em uma cabana, e o ouvem dizer que a "mulher samurai" e o "garoto do chapéu" estão sendo mantidos cativeiros, referindo-se à Michonne (Danai Gurira) e Carl Grimes (Chandler Riggs). Carol e Tyreese o levam para a cabana, onde Martin é amarrado. Tyreese e Judith permanece no lugar com Martin, enquanto  Carol vai para Terminus para resgatar o grupo. Martin tenta convencer Tyreese a fugir com Judith no carro, argumentando que Carol irá morrer antes ou quando chegar à Terminus e que ele e o bebê terão o mesmo destino, por ele ser um homem bom. Enquanto isso, Carol espalha sangue de zumbi em seu corpo, na intenção de passar despercebida por eles, enquanto se aproxima de Terminus juntamente com o rebanho. Ela atira em um tanque de propano, provocando uma explosão, que mata inúmeros zumbis e destrói parte da estrutura das cercas de Terminus. Os zumbis, em chamas, começam a invadir o lugar. Rick aproveita o caos e mata os açougueiros, libertando Glenn, Daryl e Bob e atacando vários zumbis e habitantes de Terminus em seguida. Carol, que tinha entrado no lugar ao lado do rebanho, encontra o relógio de Rick e a balestra de Daryl, em uma das salas do santuário. Ela encontra-se com Mary, que ordena que Carol se vire e revele seu rosto. As duas travam uma luta corporal e Carol sai vencedora. Mary, encurralada, revela que Terminus era originalmente um santuário, mas saqueadores invadiram, estupraram e mataram vários habitantes do lugar, até que eles tomaram o lugar de volta e se tornaram os "açougueiros" em vez do "gado". Carol dispara na perna de Mary e a deixa ser devorada pelos zumbis.
Na cabana, que está cercada por zumbis, Martin aproveita a distração de Tyreese e ameaça matar Judith, quebrando seu pescoço, se Tyreese não sair da cabana. Tyreese obedece Martin e sai. Acreditando que Tyreese está morto, Martin solta Judith e se aproxima da porta, mas logo é atacado por Tyreese, que está vivo e o espanca, deixando aberto se Tyresse realmente o Matou ate o seguinte episódio onde Martim se encontra junto de Gareth e de seu grupo. No vagão de trem, Sasha questiona Dr. Eugene Porter (Josh McDermitt) sobre qual é a cura. Ele diz que estava trabalhando no projeto Genoma Humano, e que ele acredita que pode "combater fogo com fogo" e acabar com o apocalipse zumbi se ele puder chegar a Washington, D.C. Rick e seu grupo aparecem e liberam os amigos do vagão de trem, e eles passam a lutar contra os zumbis até fugirem para a floresta. Gareth, que está levando alguns de seus homens para fora, é baleado por Rick no ombro. Na floresta, Rick desenterra o saco de armas e quer voltar para Terminus para matar os restantes dos habitantes, mas seu plano é esmagadoramente rejeitado pela maioria. Carol aparece de repente e tem um encontro emocionante com Daryl. Os sobreviventes mostram-se felizes ao encontrar Carol, e Rick pergunta-lhe se foi ela quem os salvou. Sem responder, Carol abraça Rick. Ela leva o grupo até a cabana onde está Tyreese e Judith. Rick, Carl e Sasha tem um encontro emocionante com seus entes queridos. O grupo decide ir embora, com o sargento Abraham Ford (Michael Cudlitz) ainda com a intenção de levar Eugene para Washington. Nos trilhos de trem, Rick apaga quaisquer evidências sobre Terminus ser um santuário, onde pode-se ler "nenhum santuário". 
Em outro flashback, os habitantes de Terminus continuam a serem assaltados, enquanto Gareth diz a seu grupo que eles precisam se tornar "o açougueiro", ao invés do "gado". 
Em uma cena pós-crédito, após a fuga de Rick e seu grupo, um homem mascarado se aproxima do sinal de "nenhum santuário". Ele vira-se e retira sua máscara, revelando ser Morgan Jones (Lennie James). Ele dá um passo para fora dos trilhos e olha para um símbolo esculpido em uma árvore (um X dentro de um círculo), e vai ainda mais para dentro da floresta.

## Produção
O episódio é dirigido por Greg Nicotero e escrito por Scott M. Gimple. Nicotero também é esperado para dirigir outros três episódios da quinta temporada.
Antes do lançamento do episódio, algumas cenas foram cortadas da transmissão oficial devido a ser consideradas muito perturbadoras.
Esta é a terceira aparição do personagem Morgan Jones. Ele foi apresentado pela primeira vez no episódio Days Gone Bye e, em seguida, no episódio da terceira temporada, Clear.